# Alexandra Meissnitzer
Alexandra Meissnitzer (Abtenau, Áustria, 18 de junho de 1973) é uma esquiadora profissional austríaca. Suas especialidades são o Dowhill, o Super G e o Slalom. 
Aprendeu a esquiar com o próprio pai, mas com a idade um pouco avançada. Em 2006 ganhou bronze nos Jogos de Turim, em 1999 foi campeão da Copa do Mundo de Esqui Alpino, acrescentando em sua carreira glórias no campeonato mundial.
Na Copa do Mundo de 2008, em Bormio, na Itália, Meissnitzer ficou em terceiro lugar no Super G e se tornou a mulher mais velha a estar em um pódio de uma prova da Copa do Mundo de Esqui Alpino da história.

## Resultados gerais
| Ano  | Disciplina   |
| ---- | ------------ |
| 1999 | Campeã geral |
| 1999 | Giant Slalom |
| 1999 | Super-G      |

### Corridas Individuais
| Data              | Local             | Prova        |
| ----------------- | ----------------- | ------------ |
| 7 dezembro 1995   | Val-d'Isère       | Super-G      |
| 20 dezembro 1995  | Veysonnaz         | Super-G      |
| 15 março 1998     | Crans-Montana     | Giant Slalom |
| 19 novembro 1998  | Park City         | Giant Slalom |
| 29 novembro 1998  | Lake Louise       | Super-G      |
| 10 dezembro 1998  | Val-d'Isère       | Super-G      |
| 11 dezembro 1998  | Val-d'Isère       | Giant Slalom |
| 19 dezembro 1998  | Veysonnaz         | Downhill     |
| 24 janeiro 1999   | Cortina d'Ampezzo | Giant Slalom |
| 22 fevereiro 1999 | Åre               | Giant Slalom |
| 10 março 1999     | Sierra Nevada     | Downhill     |
| 4 janeiro 2004    | Megève            | Super-G      |
| 11 dezembro 2004  | Altenmarkt        | Super-G      |
| 4 dezembro 2005   | Lake Louise       | Super-G      |